# Anthene crawshayi
Anthene crawshayi är en fjärilsart som beskrevs av Butler 1899. Anthene crawshayi ingår i släktet Anthene och familjen juvelvingar. Inga underarter finns listade i Catalogue of Life.